# Communauté biologique
Une communauté biologique est un ensemble de populations d’espèces différentes défini par les biologistes car il présente une unité fonctionnelle (exemple: ensemble des autotrophes, ensemble des détritivores...). Voir aussi Biocénose.